# Lin Huijun
Lin Huijun (née le 1er février 1993) est une athlète chinoise, spécialiste du sprint.

## Carrière
Elle remporte le titre du relais 4 x 100 m des Jeux asiatiques à Incheon en battant le record des Jeux. Son record sur 200 m est de 23 s 35 obtenu également à Incheon lors de ces Jeux, le 30 septembre 2014.

## Palmarès
| Date | Compétition                  | Lieu        | Résultat | Épreuve   | Temps         |
| ---- | ---------------------------- | ----------- | -------- | --------- | ------------- |
| 2012 | Championnats d'Asie juniors  | Colombo     | 2e       | 100 m     | 11 s 98       |
| 2012 | Championnats d'Asie juniors  | Colombo     | 1re      | 200 m     | 24 s 69       |
| 2013 | Championnats d'Asie          | Pune        | 1re      | 4 x 100 m | 44 s 01       |
| 2014 | Championnats d'Asie en salle | Hangzhou    | 5e       | 60 m      | 7 s 57        |
| 2014 | Jeux asiatiques              | Incheon     | 4e       | 200 m     | 23 s 53       |
| 2014 | Jeux asiatiques              | Incheon     | 1re      | 4 × 100 m | 42 s 83       |
| 2015 | Relais mondiaux de l'IAAF    | Nassau      | 4e       | 4 × 200 m | 1 min 34 s 89 |
| 2015 | Championnats d'Asie          | Wuhan       | 4e       | 200 m     | 23 s 73       |
| 2015 | Championnats d'Asie          | Wuhan       | 1re      | 4 x 100 m | 43 s 10       |
| 2015 | Universiade                  | Gwangju     | 6e       | 4 x 100 m | 46 s 11       |
| 2017 | Championnats d'Asie          | Bhubaneswar | 8e       | 200 m     | 24 s 10       |
| 2017 | Championnats d'Asie          | Bhubaneswar | 2e       | 4 x 100 m | 44 s 50       |

## Records
| Épreuve | Épreuve   | Performance | Lieu    | Date              |
| ------- | --------- | ----------- | ------- | ----------------- |
| 200 m   | Plein air | 23 s 35     | Incheon | 30 septembre 2014 |
| 200 m   | En salle  | 23 s 80     | Pékin   | 16 mars 2015      |